# Сломін (Плоцький повіт)
Сломін (пол. Słomin) — село в Польщі, у гміні Вишогруд Плоцького повіту Мазовецького воєводства.
Населення — 385 осіб (2011).
У 1975-1998 роках село належало до Плоцького воєводства.

## Демографія
Демографічна структура станом на 31 березня 2011 року:
|          | Загалом | Допрацездатний вік | Працездатний вік | Постпрацездатний вік |
| -------- | ------- | ------------------ | ---------------- | -------------------- |
| Чоловіки | 198     | 44                 | 126              | 28                   |
| Жінки    | 187     | 38                 | 100              | 49                   |
| Разом    | 385     | 82                 | 226              | 77                   |